# Brădești (okręg Harghita)
Brădești (węg. Fenyéd) – wieś w Rumunii, w okręgu Harghita, w gminie Brădești. W 2011 roku liczyła 1207 mieszkańców.